# Hulusi

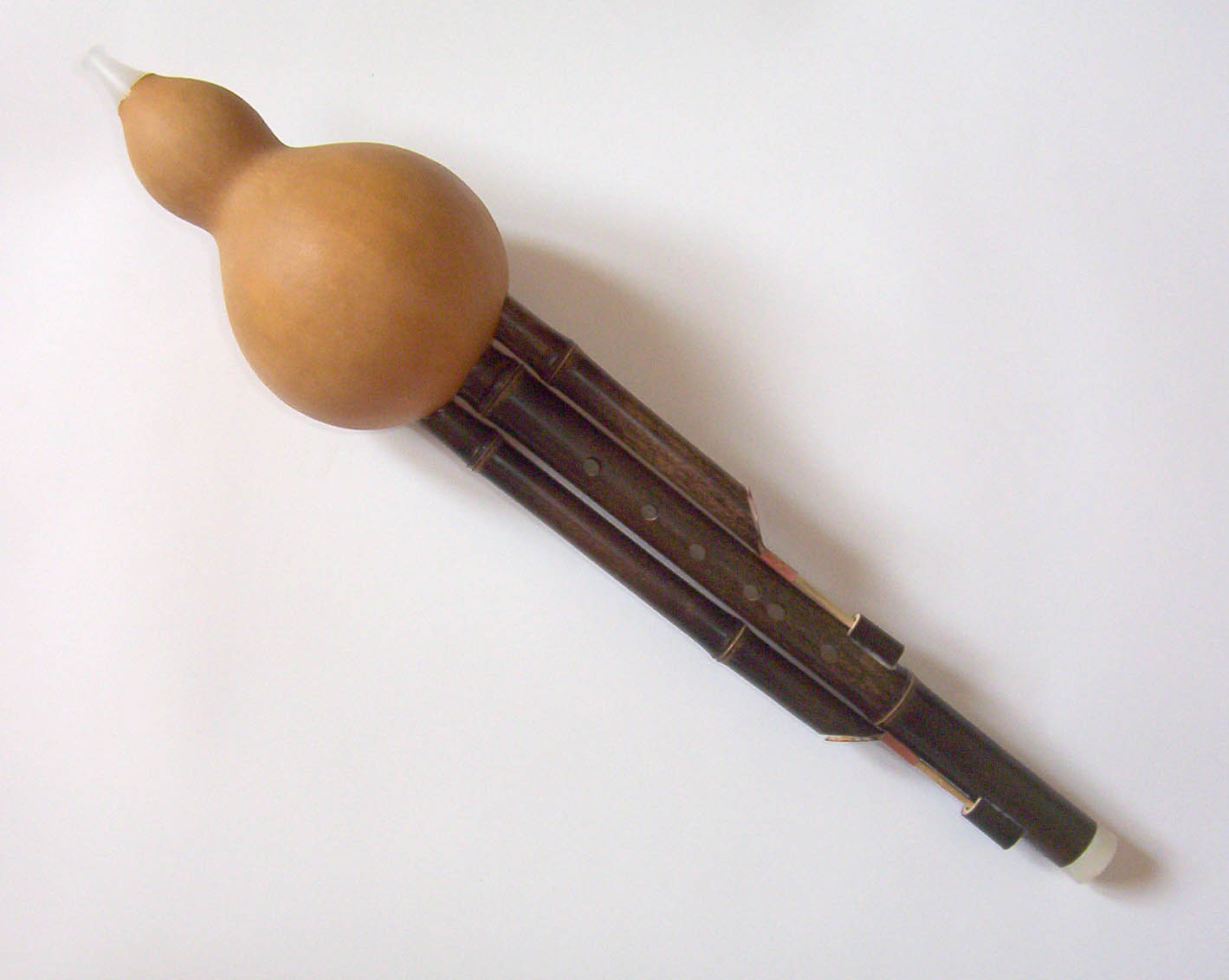
Hulusi

Een hulusi (traditioneel: 葫盧絲; vereenvoudigd: 葫芦丝; pinyin: húlúsī; uitspraak enigszins als hoe loe sih) of huluxiao is een Chinese aerofoon met doorslaande tongen. Het instrument heeft een kalebas of cloisonné waarin zich 2 tot 3 doorslaande tongen bevinden, die leiden naar bamboe pijpen die bevestigd zijn aan de kalebas. Eén of twee pijpen (afhankelijk van of er twee of drie pijpen in totaal zijn) maken een bourdon, die meestal aan en uit kan worden gezet door een simpel mechanisme, zodat de speler zelf kan bepalen of de bourdon hoorbaar moet zijn. Sommige moderne hulusi hebben een afneembare kalebas, waarbij het instrument ook gestemd kan worden. Zoals de gerelateerde bawu, heeft de hulusi een pure klarinet-achtige toon, en meestal een groter bereik dan de bawu.
Weinig is bekend over de geschiedenis van het instrument, omdat het vooral in orale culturen gebruikt werd, zoals de Zuid-Chinese minderheden Dai, Achang. Jingpo en Wa. Tegenwoordig wordt het instrument overal in China gebruikt, en hulusi worden zelfs gemaakt in noordelijke steden als Tianjin.
Net als bij de bawu hebben de doorslaande tongen een zekere hoeveelheid druk nodig om het geluid in gang te houden. Anders blaast het instrument onder (het tegenovergestelde van overblazen). De vingergrepen zijn ook vergelijkbaar met de bawu, en de standaardgrepen op een hulusi in C (pentatonisch) zijn: G A B C D E hoge G, de hoogste bourdon is E, de laagste bourdon is A.